# ديدر دونز
ديدر دونز (بالإنجليزية: Deidre Downs)‏ هي عارضة وطبيبة أمريكية، ولدت في 7 يوليو 1980 في ألاباما في الولايات المتحدة.

## وصلات خارجية
- ديدر دونز على موقع IMDb (الإنجليزية)
- ديدر دونز على موقع قاعدة بيانات الفيلم (الإنجليزية)